# Верховный главнокомандующий Вооружёнными силами Российской Федерации
Верховный главнокомандующий Вооружёнными силами Российской Федерации — высший руководитель Вооружённых сил Российской Федерации.
В соответствии со статьёй 87 Конституции Российской Федерации, Верховным главнокомандующим Вооружёнными Силами Российской Федерации является Президент Российской Федерации.

## Полномочия

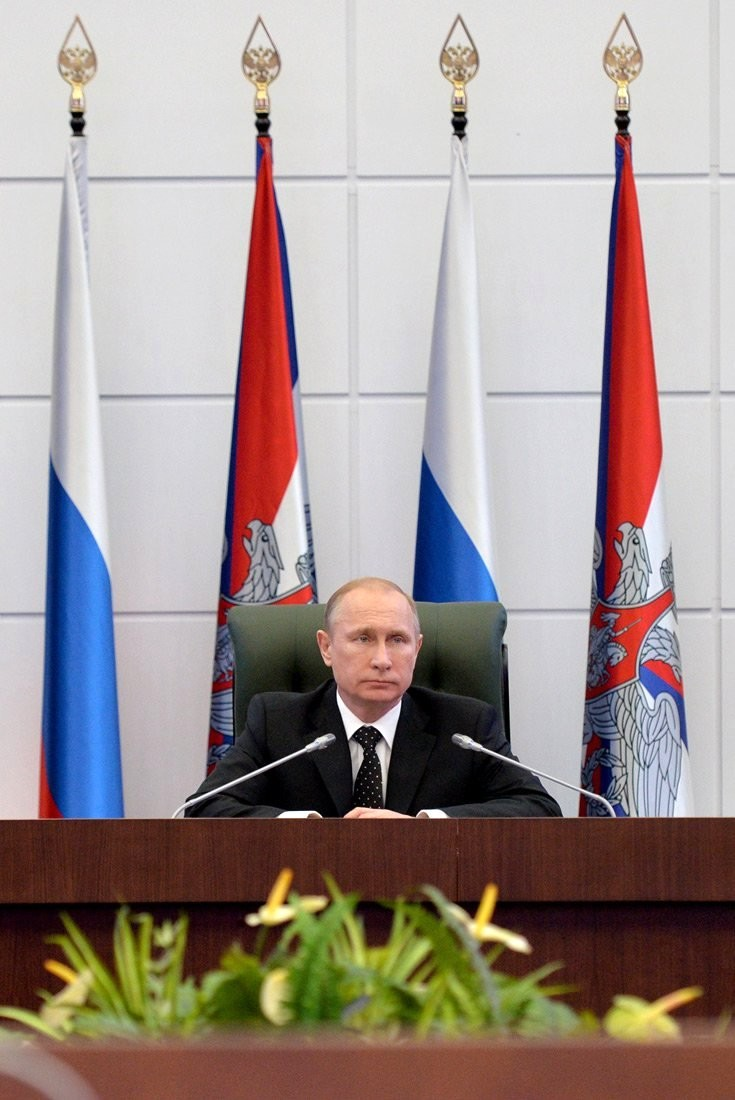
Верховный главнокомандующий В. В. Путин в Национальном центре управления обороной Российской Федерации, 19 декабря 2014 года

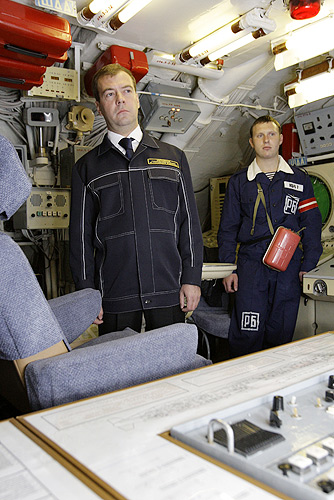
Верховный главнокомандующий Д. А. Медведев на ракетной подводной лодке стратегического назначения К-433 «Святой Георгий Победоносец».
25 сентября 2008 года

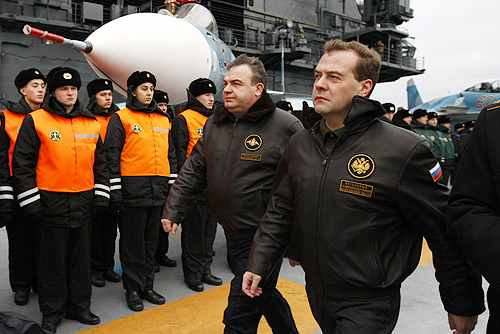
Верховный главнокомандующий Д. А. Медведев на борту авианесущего крейсера «Адмирал Флота Советского Союза Н. Г. Кузнецов». Справа от президента — министр обороны Анатолий Сердюков.
30 сентября 2008 года

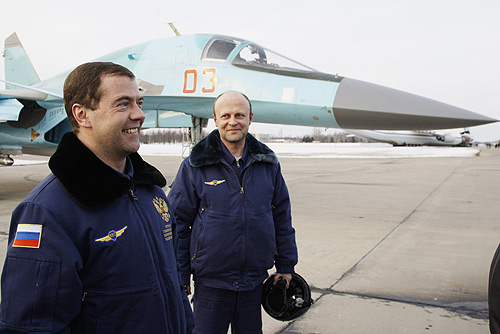
Верховный главнокомандующий Д. А. Медведев с начальником отдела боевой подготовки Центра переобучения лётного состава ВВС Ю. Грицаенко перед полётом на фронтовом бомбардировщике «Су-34».
28 марта 2008 года

- В соответствии со статьёй 87 Конституции Российской Федерации, в случае агрессии против Российской Федерации или непосредственной угрозы агрессии вводит на территории Российской Федерации или в отдельных её местностях военное положение с незамедлительным сообщением об этом Совету Федерации и Государственной Думе.

В соответствии со статьёй 11 Федерального конституционного закона от 30 января 2002 года № 1-ФКЗ «О военном положении»:
1. осуществляет руководство организацией обеспечения режима военного положения;
2. обеспечивает согласованное функционирование и взаимодействие органов государственной власти в целях обеспечения режима военного положения;
3. контролирует применение мер по обеспечению военного положения;
4. определяет меры по обеспечению режима военного положения, применяемые федеральными органами исполнительной власти, органами исполнительной власти субъектов Российской Федерации и органами военного управления на территории, на которой введено военное положение, а также полномочия указанных органов по применению этих мер;
5. определяет задачи и устанавливает порядок привлечения Вооружённых Сил Российской Федерации, других войск, воинских формирований и органов для обеспечения режима военного положения;
6. приостанавливает деятельность политических партий, других общественных объединений, религиозных объединений, ведущих пропаганду и (или) агитацию, а равно иную деятельность, подрывающую в условиях военного положения оборону и безопасность Российской Федерации;
7. устанавливает запреты или ограничения на проведение собраний, митингов и демонстраций, шествий и пикетирования, а также иных массовых мероприятий;
8. устанавливает запреты на проведение забастовок и на приостановление или прекращение деятельности организаций иным способом;
9. определяет порядок прохождения военной службы в период действия военного положения;
10. принимает необходимые меры по прекращению или приостановлению действия международных договоров Российской Федерации с иностранным государством (группой государств), совершившим (совершивших) акт агрессии против Российской Федерации, и (или) государствами, союзными с ним (ними);
11. прекращает в условиях военного положения деятельность в Российской Федерации иностранных и международных организаций, в отношении которых правоохранительными органами получены достоверные сведения о том, что указанные организации осуществляют деятельность, направленную на подрыв обороны и безопасности Российской Федерации;
12. устанавливает на территории, на которой введено военное положение, особый режим работы объектов, обеспечивающих функционирование транспорта, коммуникаций и связи, объектов энергетики, а также объектов, представляющих повышенную опасность для жизни и здоровья людей и для окружающей природной среды;
13. утверждает положения о федеральных органах исполнительной власти, руководство которыми он осуществляет.

- В соответствии со статьёй 83 Конституции Российской Федерации:

1. утверждает военную доктрину Российской Федерации;
2. назначает и освобождает высшее командование Вооружённых Сил Российской Федерации.

- В соответствии со статьёй 4 Федерального закона «Об обороне»:

1. определяет основные направления военной политики Российской Федерации;
2. осуществляет руководство Вооружёнными Силами Российской Федерации, другими войсками, воинскими формированиями и органами;
3. в случаях агрессии или непосредственной угрозы агрессии против Российской Федерации, возникновения вооружённых конфликтов, направленных против Российской Федерации, объявляет общую или частичную мобилизацию, вводит на территории Российской Федерации или в отдельных её местностях военное положение с незамедлительным сообщением об этом Совету Федерации и Государственной Думе, отдаёт приказ Верховного Главнокомандующего Вооружёнными Силами Российской Федерации о ведении военных действий;
4. вводит в действие нормативные правовые акты военного времени и прекращает их действие, формирует и упраздняет органы исполнительной власти на период военного времени в соответствии с федеральным конституционным законом о военном положении;
5. принимает в соответствии с федеральными законами решение о привлечении Вооружённых Сил Российской Федерации, других войск, воинских формирований и органов к выполнению задач с использованием вооружения не по их предназначению;
6. утверждает концепции и планы строительства и развития Вооружённых Сил Российской Федерации, других войск, воинских формирований и органов, План применения Вооружённых Сил Российской Федерации, Мобилизационный план Вооружённых Сил Российской Федерации, а также планы перевода (мобилизационные планы) на работу в условиях военного времени органов государственной власти Российской Федерации, органов государственной власти субъектов Российской Федерации, органов местного самоуправления и экономики страны, планы создания запасов материальных ценностей государственного и мобилизационного резервов и Федеральную государственную программу оперативного оборудования территории Российской Федерации в целях обороны;
7. утверждает федеральные государственные программы вооружения и развития оборонного промышленного комплекса;
8. утверждает программы ядерных и других специальных испытаний и санкционирует проведение указанных испытаний;
9. утверждает единый перечень воинских должностей, подлежащих замещению высшими офицерами в Вооружённых Силах Российской Федерации, других войсках, воинских формированиях и органах, и общее количество воинских должностей, подлежащих замещению полковниками (капитанами 1 ранга) в Вооружённых Силах Российской Федерации, других войсках, воинских формированиях и органах, присваивает высшие воинские звания, назначает военнослужащих на воинские должности, для которых штатом предусмотрены воинские звания высших офицеров, освобождает их от воинских должностей и увольняет их с военной службы в порядке, предусмотренном федеральным законом;
10. утверждает структуру, состав Вооружённых Сил Российской Федерации, других войск, воинских формирований до объединения включительно и органов, а также штатную численность военнослужащих Вооружённых Сил Российской Федерации, других войск, воинских формирований и органов;
11. принимает решение о дислокации и передислокации Вооружённых Сил Российской Федерации, других войск, воинских формирований от соединения и выше;
12. утверждает общевоинские уставы, положения о Боевом знамени воинской части, Военно-морском флаге Российской Федерации, порядке прохождения военной службы, военных советах, военных комиссариатах, военно-транспортной обязанности;
13. утверждает положения о Министерстве обороны Российской Федерации и Генеральном штабе Вооружённых Сил Российской Федерации, а также положения об органах управления других войск, воинских формирований и органов;
14. утверждает Положение о территориальной обороне и План гражданской обороны;
15. утверждает планы размещения на территории Российской Федерации объектов с ядерными зарядами, а также объектов по ликвидации оружия массового уничтожения и ядерных отходов;
16. ведёт переговоры и подписывает международные договоры Российской Федерации в области обороны, включая договоры о совместной обороне, коллективной безопасности, сокращении и ограничении вооружённых сил и вооружений, об участии Вооружённых Сил Российской Федерации в операциях по поддержанию мира и международной безопасности;
17. издает указы о призыве граждан Российской Федерации на военную службу, военные сборы (с указанием численности призываемых граждан Российской Федерации и их распределения между Вооружёнными Силами Российской Федерации, другими войсками, воинскими формированиями и органами), а также об увольнении с военной службы граждан Российской Федерации, проходящих военную службу по призыву в порядке, предусмотренном федеральным законом;
18. утверждает предельное количество военнослужащих Вооружённых Сил Российской Федерации, других войск, воинских формирований и органов на прикомандирование к федеральным органам государственной власти;
19. осуществляет иные полномочия в области обороны, возложенные на него Конституцией Российской Федерации, федеральными конституционными законами, федеральными законами и законами Российской Федерации.

## Верховные главнокомандующие Вооружёнными силами Российской Федерации
7 мая 1992 года Президент Российской Федерации Борис Николаевич Ельцин издал Указ № 467 «О вступлении в должность Верховного главнокомандующего Вооружёнными силами Российской Федерации». Полномочия Президента как Верховного главнокомандующего были окончательно утверждены законом Российской Федерации от 9 декабря 1992 года № 4061-I «Об изменениях и дополнениях Конституции (Основного Закона) Российской Федерации — России», который вступил в силу с момента опубликования 12 января 1993 года. 25 декабря 1993 года вступила в силу Конституция Российской Федерации, которая подтвердила за президентом Российской Федерации статус верховного главнокомандующего.
- Борис Николаевич Ельцин (7 мая 1992 года — 31 декабря 1999 года)
  - и. о. Виктор Степанович Черномырдин (5 ноября — 6 ноября 1996 года)
- Владимир Владимирович Путин (и. о. 31 декабря 1999 года — 7 мая 2000 года. 7 мая 2000 года — 7 мая 2008 года. 7 мая 2012 года — по настоящее время)
- Дмитрий Анатольевич Медведев (7 мая 2008 года — 7 мая 2012 года)

## Геральдические символы

Флаг Верховного главнокомандующего Вооружёнными силами Российской Федерации

21 сентября 1995 года Министром обороны Российской Федерации был одобрен эскиз флага Верховного главнокомандующего Вооружёнными силами Российской Федерации. Флаг повторяет рисунок Штандарта Президента Российской Федерации, но имеет пропорции 2:3. Флаг поднимается на кораблях ВМФ при нахождении на них верховного главнокомандующего.
5 мая 2009 года Президент Российской Федерации Дмитрий Анатольевич Медведев учредил официальный символ президента Российской Федерации как верховного главнокомандующего Вооружёнными силами Российской Федерации — эмблему Верховного главнокомандующего Вооружёнными силами Российской Федерации.

## Приказы и директивы
Верховный главнокомандующий Вооружёнными силами может издавать приказы и директивы.
Указом президента Российской Федерации от 25 июля 1996 года № 1102 утверждены:
- бланк приказа верховного главнокомандующего Вооружёнными силами Российской Федерации
- бланк директивы верховного главнокомандующего Вооружёнными силами Российской Федерации

## Поощрения
Верховный главнокомандующий, в целях поощрения за заслуги в исполнении воинского долга, обеспечении безопасности государства и укреплении его обороноспособности, награждает Грамотой и объявляет благодарность.
Положения о грамоте и благодарности утверждены 5 мая 2009 года.